# Norddeutsches Handwerk
Das Norddeutsche Handwerk ist eine Wirtschaftszeitung der Handwerkskammern in Niedersachsen und Magdeburg, die sich an den handwerksorientierten Mittelstand richtet. Die regelmäßig erscheinende Publikation ist das offizielle Presseorgan der Handwerkskammern Braunschweig-Lüneburg-Stade, Hannover, Hildesheim-Südniedersachsen, Magdeburg (Sachsen-Anhalt), Oldenburg, Osnabrück-Emsland und Ostfriesland, die gemeinsam als Herausgeber fungieren. Empfänger sind Handwerksunternehmen der herausgebenden Kammern, wodurch die Zeitung eine der höchsten Auflagen bei Handwerkszeitungen in Deutschland erzielt.
Das Norddeutsche Handwerk erscheint in der Schlüterschen Fachmedien GmbH, einer Tochter der Schlüterschen Verlagsgesellschaft mit Sitz in Hannover. Die Erscheinungsweise ist monatlich. Die Zeitung berichtet aktuell und handwerksbezogen über Politik, Wirtschaft und Unternehmensführung.

## Geschichte
Anfang 2005 wurde ein redaktioneller und grafischer Relaunch der Zeitung vorgenommen. In der Folge wurde das Norddeutsche Handwerk vom Verein Deutsche Fachpresse als Fachzeitschrift des Jahres 2006 in der Kategorie „Handwerk/Agrar“ ausgezeichnet.
Wie eine Leserbefragung im August 2008 ergab, gehören zu den Lesern der Zeitung die Betriebsinhaber von Handwerksbetrieben in Niedersachsen und Magdeburg, mitarbeitende Partner, Geschäftsführer und angestellte Meister.
Die Redaktion befindet sich in der Verlagszentrale in Hannover. Chefredakteur ist Clemens Noll-Velten. Die regionalen Seiten mit Berichten aus den einzelnen Handwerkskammern und deren Bezirken werden direkt von der jeweiligen Handwerkskammer betreut.

## Online
Unter dem Titel Handwerk.com mit dem Zusatz „Das Portal für Entscheider im Handwerk“ wird vom Verlag, der Schlüterschen, seit 1997 das Informations-Portal  betrieben, das ergänzend zu den Themen der Printausgabe weiterführende Informationen anbietet, wie zum Beispiel Tabellen mit Produktübersichten, Checklisten, Studien, Linklisten sowie Experten-Interviews. Nach Verlagsaussage ist es das „führende branchenübergreifende Internet-Portal im Handwerksbereich“.
Anzeigenkunden werden gemeinsame Werbeaktionen (Crossmedia) in der Printausgabe, dem Norddeutschen Handwerk, und auf dem Internet-Portal angeboten.